# Béatrice de Sicile (1252-1275)
Pour les articles homonymes, voir Béatrice de Sicile.
Béatrice de Sicile (17 novembre 1252 - 12 décembre 1275) fut impératrice titulaire de Constantinople en tant qu'épouse de Philippe de Courtenay. 

## Biographie
Ses parents sont Charles Ier de Sicile et Béatrice de Provence.
En vertu du traité de Viterbe (27 mai 1267), Baudouin II de Courtenay transfère une grande partie des droits de l'Empire latin à Charles Ier de Sicile. Charles reçoit en possession Corfou et certaines villes d'Albanie. Il devient également suzerain de la Principauté d'Achaïe et souverain des îles de la mer Égée, à l'exception de celles détenues par Venise et Lesbos, Chios, Samos et Amorgós. Le même traité organisa le mariage de Philippe de Courtenay, héritier apparent de l'Empire latin, et de Béatrice, seconde fille de Charles. Si le mariage est sans enfant, Charles Ier hérite des droits de Philippe. Béatrice avait environ quinze ans au moment de ses fiançailles.
Le 15 octobre 1273, Béatrice et Philippe se marient à Foggia. La mariée avait vingt et un ans et le marié trente. Le beau-père de Béatrice meurt quelques jours plus tard. Philippe est alors proclamé empereur avec Béatrice comme impératrice. Le mariage fut harmonieux et donna naissance à une fille, Catherine de Courtenay, née le 25 novembre 1274.
Béatrice meurt fin 1275 des suites d'une courte maladie.